# Wolfgang Schüssel
Wolfgang Schüssel (* 7. června 1945, Vídeň) je rakouský politik, jenž zastával v letech 2000–2007 úřad kancléře Rakouska. Od roku 1995 do roku 2007 byl předsedou ÖVP. V roce 2009 byl jedním z kandidátů na nový post stálého Předsedy Evropské rady.

## Životopis
V roce 2000 i přes protesty ostatních zemí EU sestavil jako kancléř vládu s krajně pravicovou FPÖ Jörga Haidera. Po rozpadu vládní koalice a předčasných volbách stanul v čele kabinetu i v roce 2003. Obě jeho vlády uskutečnily řadu reforem, které se vypořádávaly s problémem přebujelého „státu blahobytu“.
V roce 2011 se v souvislosti s korupční aférou spjatou s tím, že společnost Telekom Austria, kdy firma převedla nemalé prostředky na konta lidí blízkých jeho vládě včetně čtyř ministrů, rozhodl, že opustí politiku.

## Vyznamenání
- velkokříž Řádu Isabely Katolické, Španělsko, 7. července 1995[5]
- rytíř velkokříže Řádu svatého Řehoře Velikého, Vatikán, 1996[6]
- velkokříž s diamanty Knížecího záslužného řádu, Lichtenštejnsko, 8. června 2000
- velkokříž Řádu rumunské hvězdy, Rumunsko, 2004[7]
- velkokříž Záslužného řádu Maďarské republiky, Maďarsko, 2006[8]
- velkokříž Řádu za zásluhy Polské republiky, Polsko, 20. ledna 2006[9]
- Velký řád královny Jeleny, Chorvatsko, 2007
- Řád za zásluhy Bádenska-Württemberska, Bádensko-Württembersko, 28. dubna 2007
- Bavorský řád za zásluhy, Bavorsko, 18. května 2007
- velkokříž Řádu koruny, Belgie
- velkokříž Záslužného řádu Spolkové republiky Německo, Německo
- rytíř velkokříže Řádu dynastie Oranžsko-nasavské, Nizozemsko
- velkokříž Norského královského řádu za zásluhy, Norsko
- velká čestná dekorace ve zlatě na stuze Čestného odznaku Za zásluhy o Rakouskou republiku, Rakousko
- velkokříž Řádu cti, Řecko